# 갸이
갸이(kyai)는 일반적으로 자바인 사이에서 사용되는 이슬람교의 전문가를 의미한다.

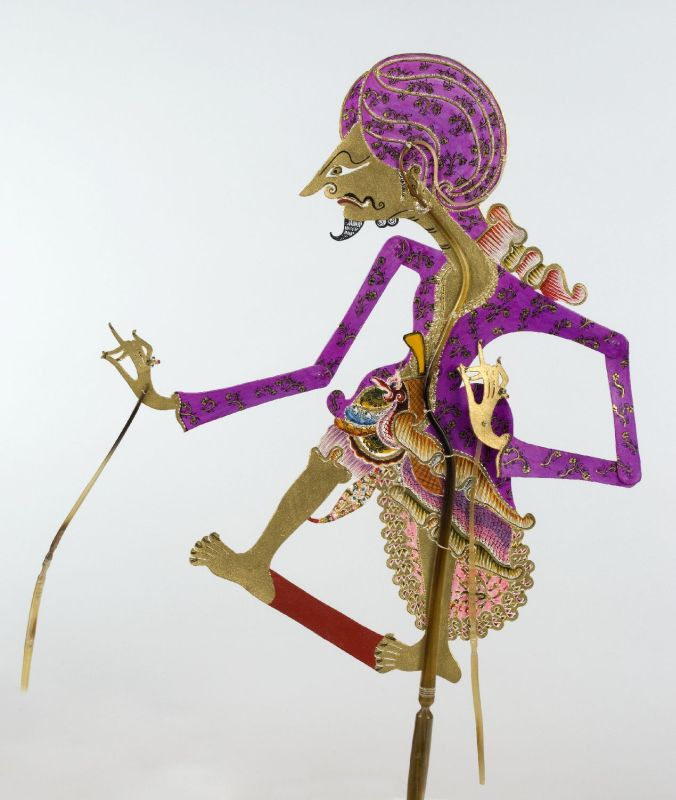
자바 전쟁에서 네덜란드에 대항하여 반란을 일으킨 자바의 종교적인 지도자로, 디파느가라를 따랐던 갸이 마자가 '와양 쿨릿'으로 표현되었다.

## 기원
자바어에서 유래되었으며, kyai 외에도 'kiai'라는 철자다 쓰인 적도 있다. 전통적으로 인도네시아의 이슬람 학생들은 '페사트렌'이라는 기숙 학교에서 공부를 했으며, 학교의 지도자는 존경의 형태로 '갸이'라고 불렸다.
이슬람에서 교사를 가리키는 전통적인 단어는 페르시아어에서 유래된 '우스타드'로, 인도네시아에서도 많은 우스타드가 종교를 가르치지만 그들의 다수는 기숙 학교가 없다.

## 교육
페산트렌의 학생을 '산트리'라고 하는데 페산트렌을 세운 갸이가 사망한 후 죽은 갸이의 아들 및 다른 산트리가 학교의 감독을 이어받아 '갸이'로 불린다.
규모가 큰 기숙 학교에는 여러 명의 '갸이'가 생활하거나, 가르치는 것이 가능하다. 하지만 대부분의 페산트렌은 수백 명의 학생이 있으며, 갸이는 한 명이고, 다른 교사들은 우스타즈로 불린다. 많은 인도네시아의 무슬림들은 갸이가 자신의 기숙 학교를 운영하며 신비한 능력을 가지고 있었다고 여겼기 때문에 갸이는 우스타드보다 등급이 더 높았다고 간주되었다.

## 기능
성직자는 아닌 대신 어떤 단체든지 갸이를 해임하게 할 수 없었다. 그 이유는 사람들이 그의 말에 경청하므로 갸이는 지위와 권위가 있기 때문이다.
몇몇 인도네시아인은 갸이를 '울라마'로 지칭하는데 '울라마'는 지식인을 의미하는 아랍어 'alim'의 복수형이다. 인도네시아에서는 문법적 오류임에도 불구하고 고위 갸이를 의미하게 되었다.
전설에 따르면 갸이는 이슬람 학자와 수피 마스터(샤이크)의 기술과 역할을 합하는데 다음과 같은 일을 할 수 있는 갸이에 대한 이야기가 많다.
- 메카로 날아간 뒤 낮 기도를 하고, 오후에는 만찬을 즐기기 위해 페산트렌으로 돌아간다.
- 빗속을 걷지만 비에 젖지 않는다.
- 파도가 멈출 때까지 바닷가에서 명상한다.
- 환자를 치료한다.
- 어떤 사람이 개인적인 문제를 해결하는 데에 도움이 될 수 있는 사람에 대한 숨겨진 정보를 알고 있다.

## 다른 용도

### 가문의 물건
갸이는 가믈란, 전차, 크리스와 같은 자와의 크라톤에 있는 중요한 가문의 물건에 대한 일반적인 경칭인데 예를 들어 요역카르타에서 매년 열리는 그레베그 축하에 사용되는 가믈란은 '갸이 세카티'라고 하며, 그 자체가 '갸이 군투르마두'와 '갸이 나가윌라가'라는 두 가지 악기 세트로 나뉜다. 또한 욕야카르타의 왕실 전차는 '갸이 가루다약사'이다.

### 왈리 송고
인도네시아의 일부 지역에서는 왈리 송고 신비주의자들의 유명한 제자들을 역사적으로 '갸이' 및 '키'라고 불렸다. 그 중 한 명인 '키 아겡 그리빅'은 긴 여정이 찾아왔지만 상하지 않은 작은 과자를 가지고 메카에서 돌아왔다.
그 일을 기념하기 위해 자티놈의 주민들은 매년 축제를 열고 수천 개의 작은 케이크인 아펨을 축복하고 참가자들에게 던진다. 자티놈 마을을 통과하는 중부 자바의 클라텐에사 보욜라리까지의 도로의 공식적인 이름은 '키 아겡 그리빅'의 이름을 땄지만 구어체로는 '잘란 보욜라리'(보욜라리 길)로 불린다.

## 참고 자료
- Bruinessen, Martin van (1995). “Shari'a court, tarekat and pesantren: religious institutions in the sultanate of Banten”. 《Archipel》 50: 165–200. doi:10.3406/arch.1995.3069. 2009년 10월 26일에 원본 문서에서 보존된 문서.